# Hyperalonia atra
Hyperalonia atra är en tvåvingeart som beskrevs av Joseph Hannum Painter 1968. Hyperalonia atra ingår i släktet Hyperalonia och familjen svävflugor. Inga underarter finns listade i Catalogue of Life.